# Josef Graf
Josef Graf (ur. 30 czerwca 1957 w Riedenburgu) – niemiecki duchowny katolicki, biskup pomocniczy Ratyzbony od 2015.

## Życiorys
Święcenia kapłańskie przyjął 10 października 1983 i został inkardynowany do diecezji ratyzbońskiej. Po święceniach pracował jako wikariusz jednej z ratyzbońskich parafii. W latach 1986–1989 odbył w Rzymie studia doktoranckie, a po powrocie do kraju objął funkcję ojca duchownego seminarium w Ratyzbonie.
24 kwietnia 2015 papież Franciszek mianował go biskupem pomocniczym diecezji ratyzbońskiej ze stolicą tytularną Inis Cathaig. Sakry udzielił mu 7 czerwca 2015 ordynariusz ratyzboński - biskup Rudolf Voderholzer.